# Please Let Me Wonder
A Please Let Me Wonder Brian Wilson és Mike Love szerzeménye. Először kislemezként a "Do You Wanna Dance" B-oldalaként, majd az 1965-ös Beach Boys nagylemezen a The Beach Boys Today!-en jelent meg. A Billboard Hot 100-on 52. helyet érte el, míg a Cash Box listáján 46. helyezett lett. Az Angol lemez listára nem került fel. (Angliában a Beach Boys igazán csak a Beach Boys' Party! ezen belül a Barbara Ann kiadása után lettek népszerűek)

## A dal felépítése
A dal egyike azon öt magas kvalitású balladáknak, amik a Today! B-oldalán találhatók. Ezek a balladák már egyértelműen mutatják Brian kreativitásának és produceri munkájának a növekedését, és már magukban hordozzák a Pet Sounds technikai újításainak a csíráit. A "Please Let Me Wonder" ékes példája Brian zseniális hangszereli megoldásainak, és a korai balladákkal ellentétben mint például a Surfer Girl vagy az In My Room, Brian itt nem a falzett hangján énekel, ám senki nem tagadhatja hogy élete egyik legjobb vokálteljesítményét nyújtja.

## Zenészek
- Glen Campbell – gitár
- Steve Douglas – szaxofon
- Al Jardine – vokál
- Plas Johnson – szaxofon
- Carol Kaye – basszusgitár
- Barney Kessel – gitár
- Mike Love – vokál
- Jack Nimitz – szaxofon
- Earl Palmer – ütőhangszerek
- Don Randi – zongora, orgona
- Billy Lee Riley – harmonika
- Billy Strange – gitár
- Jerry Williams – vibrafon, timpani
- Brian Wilson – lead vocal
- Carl Wilson – vocals
- Dennis Wilson – vocals

## Feldolgozások
A dal többen is feldolgozták többek közt a King's Singers, és Tatsuro Yamashita a Big Wave című albumán.